# Trachyaretaon negrosanon

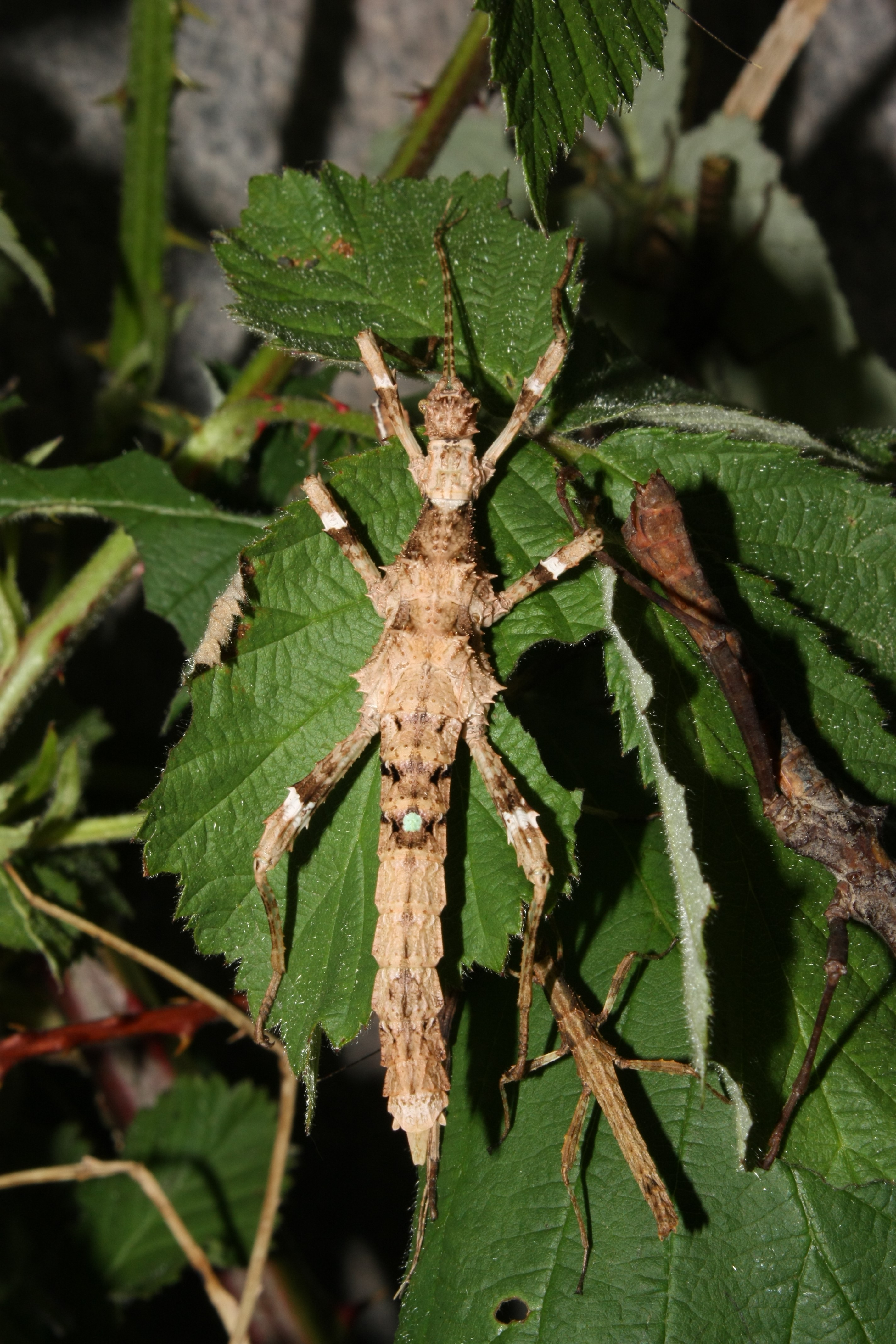
Juvenile Hybride aus Trachyaretaon negrosanon und Sungaya aeta

Trachyaretaon negrosanon ist eine auf Negros endemische Gespenstschrecken-Art aus der Familie Heteropterygidae.

## Merkmale
Im Habitus entspricht die Art typischen Vertretern der Obrimini, zeigt aber in beiden Geschlechtern sehr charakteristische Merkmale. Die Weibchen zeigen eine moosig grünbraune Gesamtfärbung und erreichen eine Länge von etwa 72 bis 80 Millimetern. Einzigartig ist ein auf der dem vierten Tergit des Abdomens befindlicher leuchtend grünlich-weißer Fleck, welcher an der Basis breiter ist und zum Hinterrand des Tergits schmaler wird. Selten befindet sich auf dem fünften Tergit ein kleiner Fleck. Der sekundäre Ovipositor wird dorsal aus dem Epiprokt gebildet, der seitlich gerade und etwa 1,8-mal länger ist als das Analsegment. In Längsrichtung ist es schwach gespitzt und verjüngt sich allmählich zu einer stumpf gerundeten bis schwach eingekerbten Spitze. Die ventral liegende Subgenitalplatte des Ovopositors ist lang, lanzettlich und in der basalen Hälfte deutlich gekielt. Sie ist spitz und überragt die Spitze des Epiprokts.
Die Männchen werden ca. 45 bis 55 Millimeter lang. Charakteristisch für sie sind die schwarz gefärbten Sternite zwei bis sieben des Abdomens. Diese Färbung tritt sonst nur bei den Männchen der deutlich größeren Trachyaretaon tumandok auf. Adulte Männchen von Trachyaretaon negrosanon haben weniger Grün in der Färbung als die Weibchen. Meist dominieren helle bis mittlere Brauntöne. Ein oft gelbbrauner, seltener grünlicher Längsstrich zieht sich über Meso- und Metanotum sowie undeutlicher über die ersten sechs Abdominalsegmente. Auf dem Abdomen wird er von dunkelbraunen bis fast schwarzen Flecken auf diese Tergiten flankiert. Die Unterseite ist durch einen Längskiel charakterisiert, welcher sehr deutlich auf Meso- und Metasternum und weniger deutlich auf den Sterniten des Abdomens zu erkennen ist.

## Fortpflanzung
Die 4,5 bis 4,6 mm langen, 2,2 bis 2,3 mm breiten und 2,5 bis 2,6 mm hohen Eier werden wie bei allen Obrimini mittels des am Ende des Hinterleibs befindlichen Legestachel in den Boden in nur 1 bis 2 cm Tiefe abgelegt. Ihr Exochorion ist größtenteils graubraun. Das obere Viertel und der Deckel (Operculum) sind dunkelgrau bis schwarz und dicht mit kurzen Borsten bedeckt. Die Mikropylarplatte ist wie bei den meisten Obrimini dreiflügelig. Die poterolateralen Flügel sind unten bogig und dann stark nach oben gezogen. Derartig nach oben gebogene seitliche Flügel sind sonst nur von Trachyaretaon mangyan und Trachyaretaon tumandok bekannt. Die Mikropyle liegt in einer Kerbe im unteren mittleren Flügel (Siehe auch Bau des Phasmideneies). Die Nymphen schlüpfen nach etwa drei Monaten aus den Eiern. Der für die adulten Weibchen typische, fast weiße Abdominalfleck ist schon bei den ansonsten leuchtend grünen L1 Nymphen deutlich zu erkennen. Er tritt hier noch bei beiden Geschlechtern auf. Die Körperoberfläche der jüngeren Nymphenstadien ist deutlich stachliger als die der Imagines. An ihren Abdominalsegmenten befinden sich seitlich und mittig große, dreieckige, nach hinten ausgezogenen Loben. Männchen benötigen fünf, Weibchen etwa sechs Monate, bis sie adult sind. Weitere fünf bis sechs Wochen später beginnen sie mit der Eiablage.

## Systematik
Im Mai 2008 sammelte Jeffebeck Arimas an den Vulkanen Kanlaon und Mandalagan in der Provinz Negros Occidental auf der Insel Negros Tiere, die zunächst als Trachyaretaon sp. 'Negros' angesprochen wurden. Laut Genanalysen von Sarah Bank et al. die 2021 veröffentlicht wurden, gehört diese Art nicht zu Trachyaretaon. Sie ist näher mit Sungaya verwandt. Bereits 2011 kam es zu einer versehentlichen Hybridisierung, mit der zu diesem Zeitpunkt ebenfalls noch unbeschriebenen Sungaya aeta. Die beiden weiblichen Hybriden zeigten eine Kombination aus dem für Trachyaretaon negrosanon typischen weißen Abdominalfleck und den bei Sungaya aeta auftretenden weißen Binden an den Femuren. Sie wuchsen zu adulten Tieren heran, produzierten aber keinerlei Eier. Frank H. Hennemann beschrieb die Art 2023 als Trachyaretaon negrosanon. Der Artzusatz ist dem indigenen Volk der Negrosano gewidmet, was in Cebuano für Negrense steht. Die Volksgruppe ist in den Provinzen Negros Occidental und Negros Oriental auf Negros sowie auf der Insel Siquijor beheimatet. Als Holotypus ist ein von Arimas gesammeltes Weibchen vom Mount Kanlaon im Museum für Naturwissenschaften in Brüssel hinterlegt. Weitere acht Weibchen und neun Männchen aus der Zucht von Joachim Bresseel sind als Paratypen ebenfalls in Brüssel hinterlegt. Weitere Paratypen aus Hennemanns Zucht sind in seiner Sammlung hinterlegt. Hierbei handelt es sich um 20 Weibchen, 29 Männchen und 50 Eier. Trachyaretaon negrosanon ist der auf Panay heimischen Trachyaretaon tumandok morphologisch sehr ähnlich und mutmaßlich am engsten mit dieser verwandt.

## Terraristik
Die ersten Vertreter dieser Art gelangten 2008/2009 in die Terrarien der Liebhaber. Eier der von Arimas im Mai 2008 in der Provinz Negros Occidental gesammelten Tiere wurden von Bruno Kneubühler erbrütet. Die Art wurde von ihm 2009 erstmals in Europa nachgezogen und als Trachyaretaon sp. 'Negros' verteilt.
Trachyaretaon negrosanon ist im Terrarium leicht mit den Blättern von Brombeeren, Rhododendren, Efeu oder Buchen zu ernähren. Um die Eiablage zu ermöglichen, sollte der Boden des Terrariums einige Zentimeter hoch mit einem leicht feuchten Substrat aus Erde bedeckt sein.

## Bilder

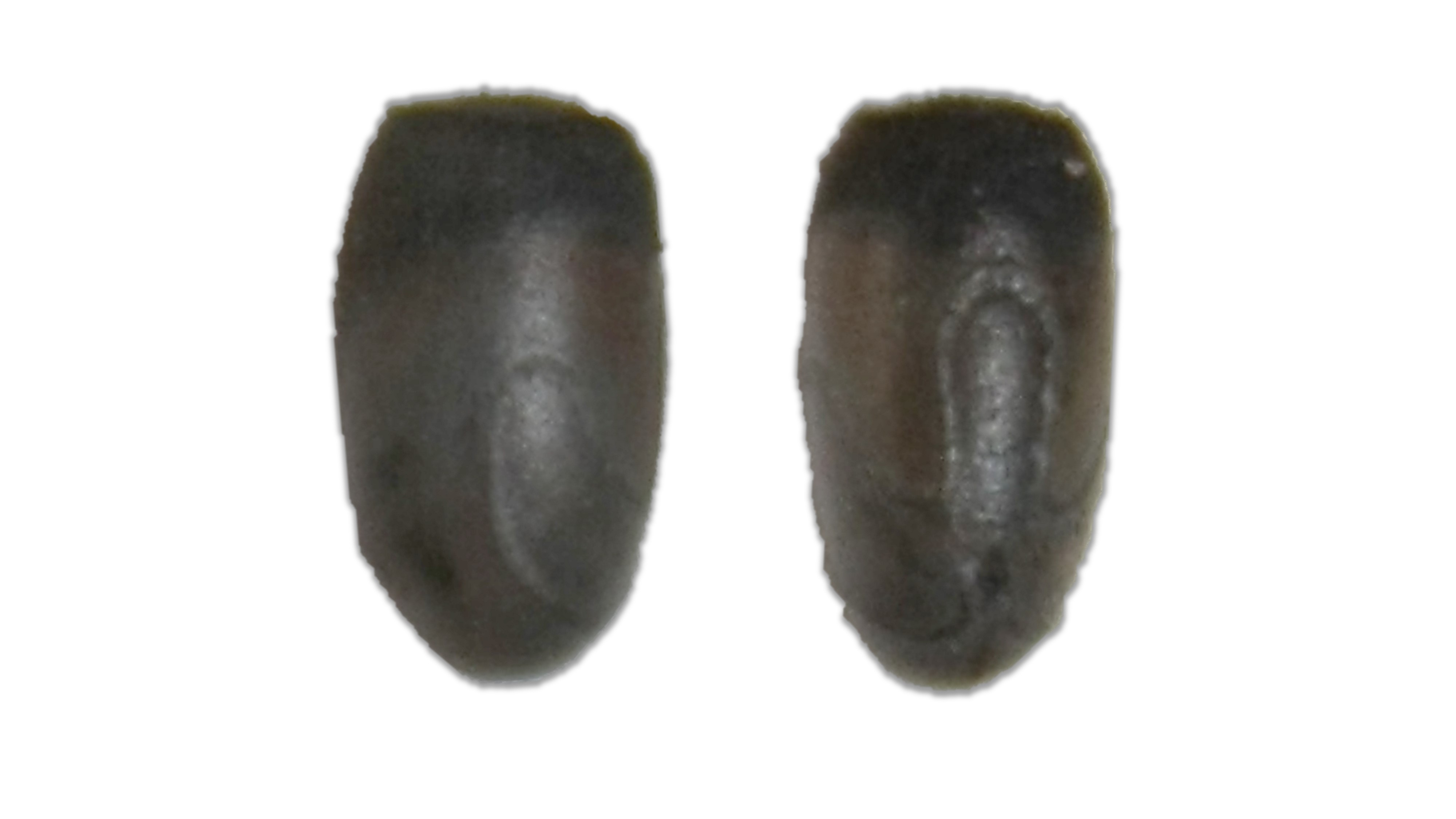
Eier von lateral und dorsal
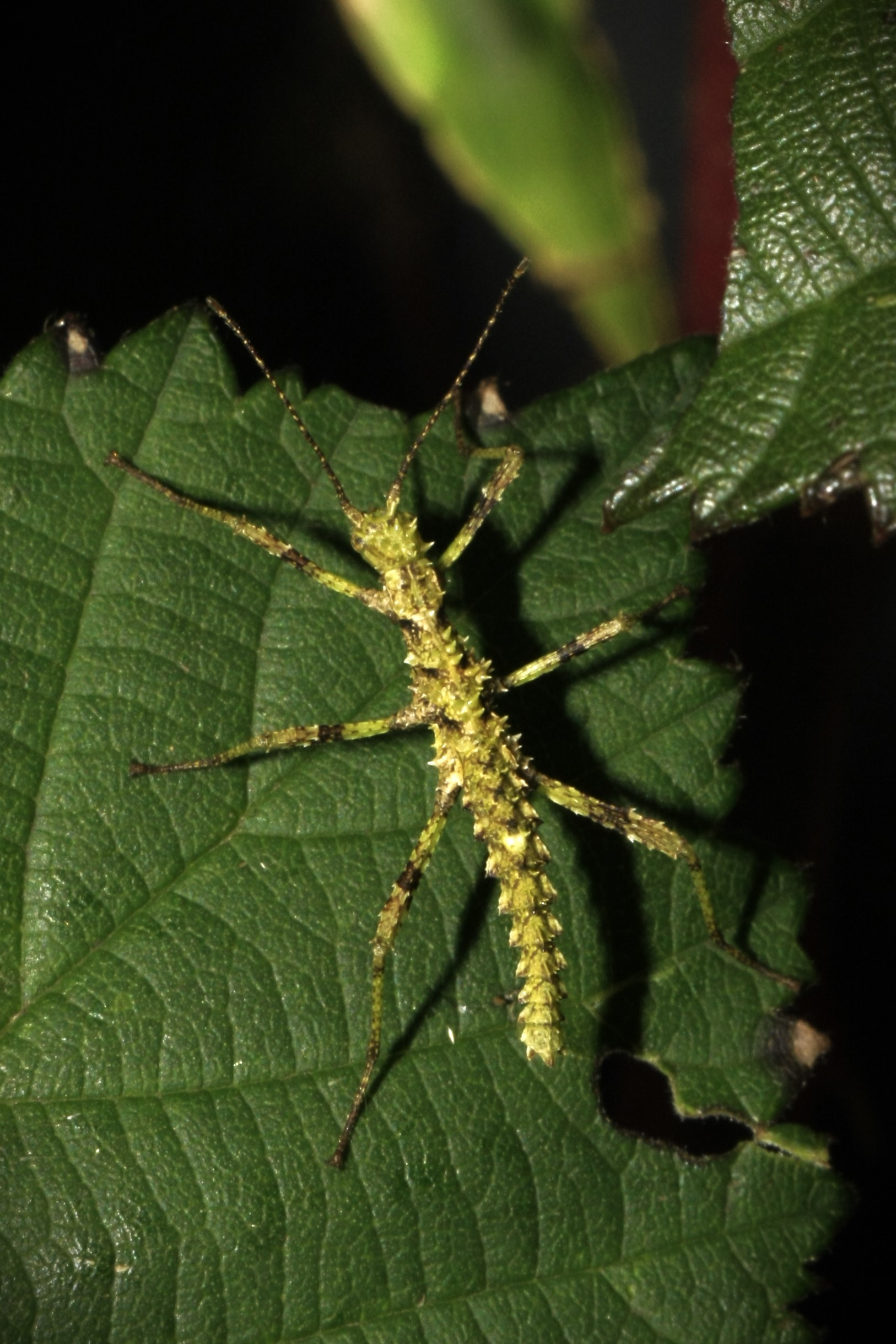
L1 Nymphe
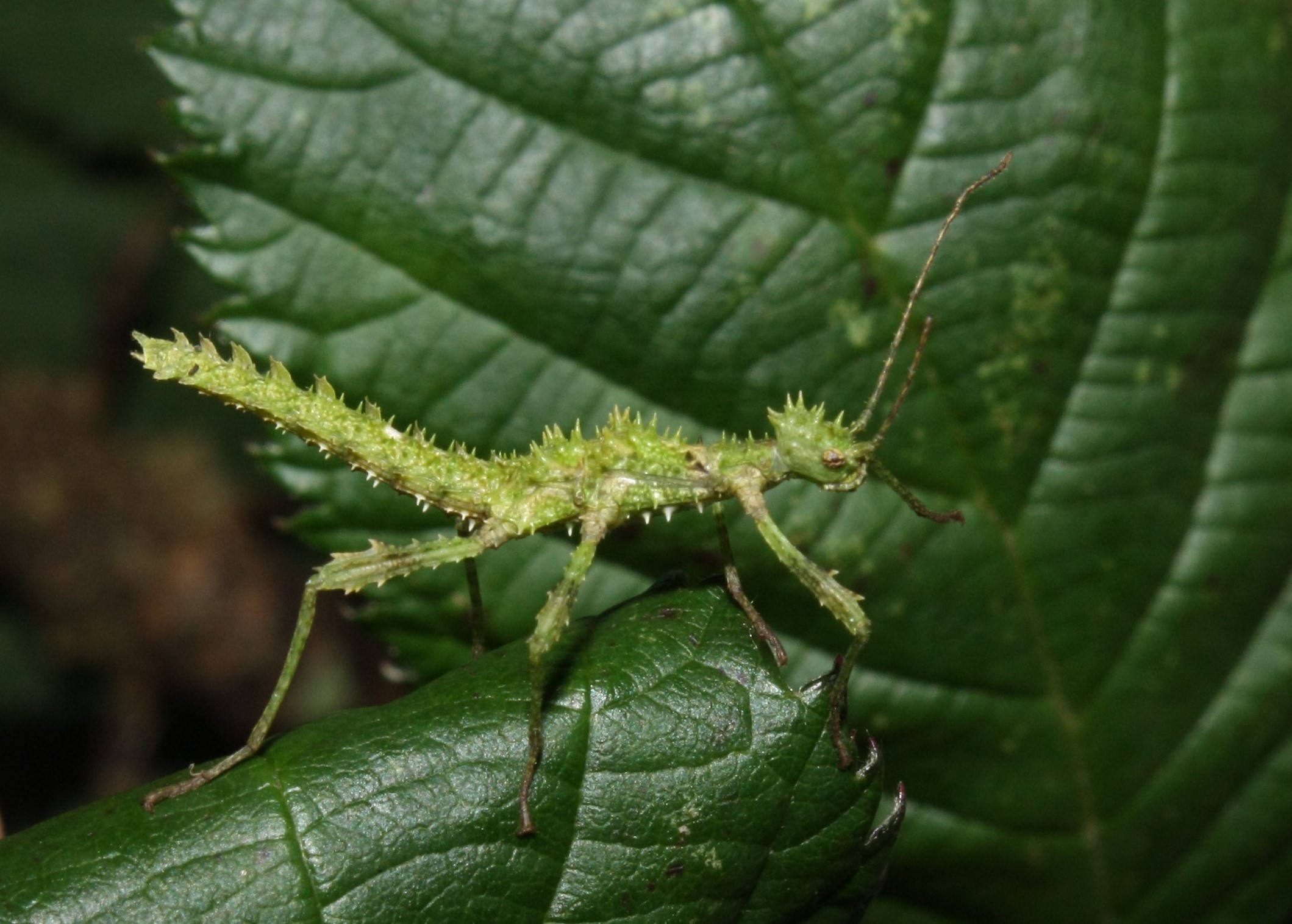
Nymphe seitlich
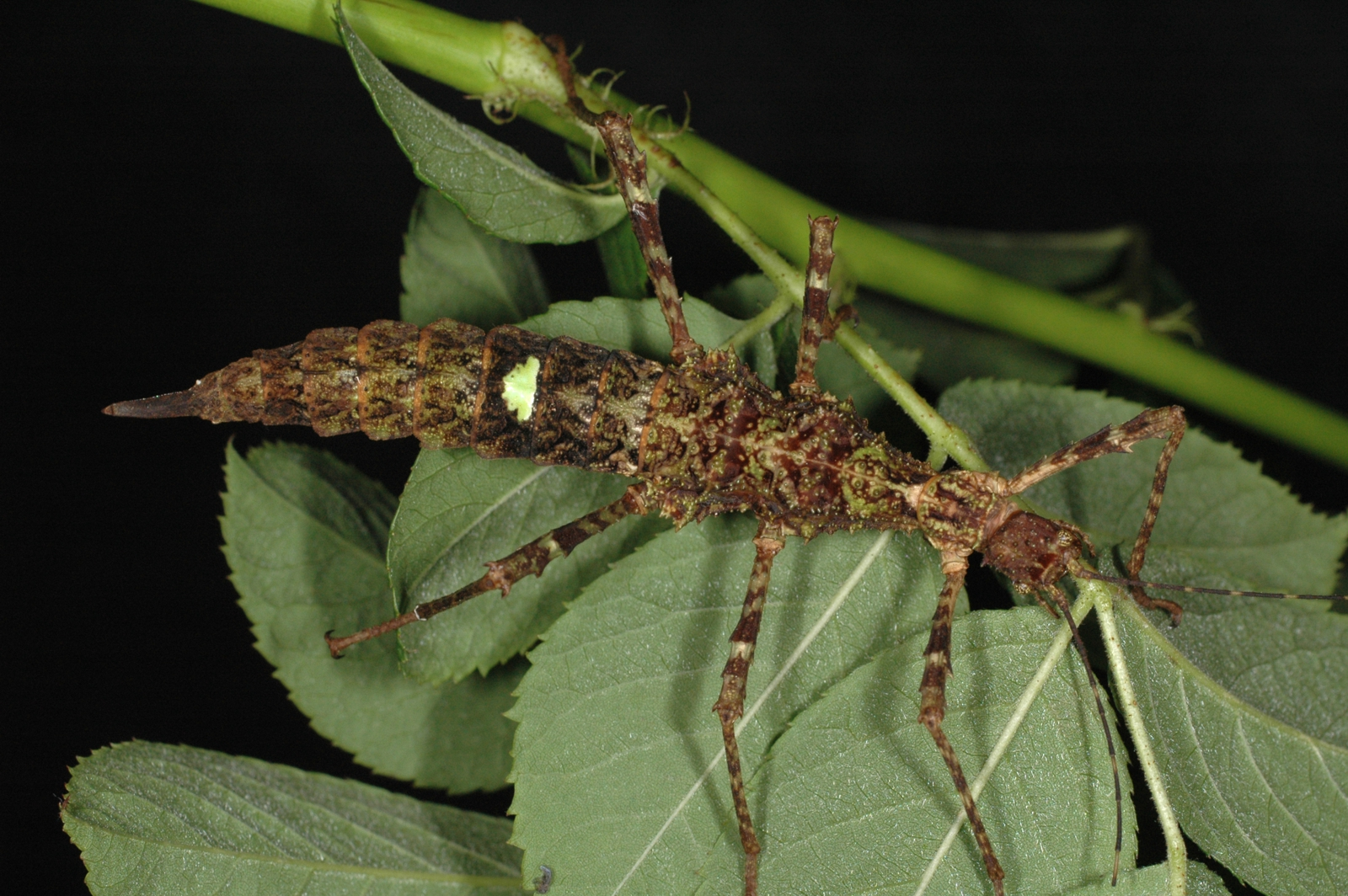
Weibchen
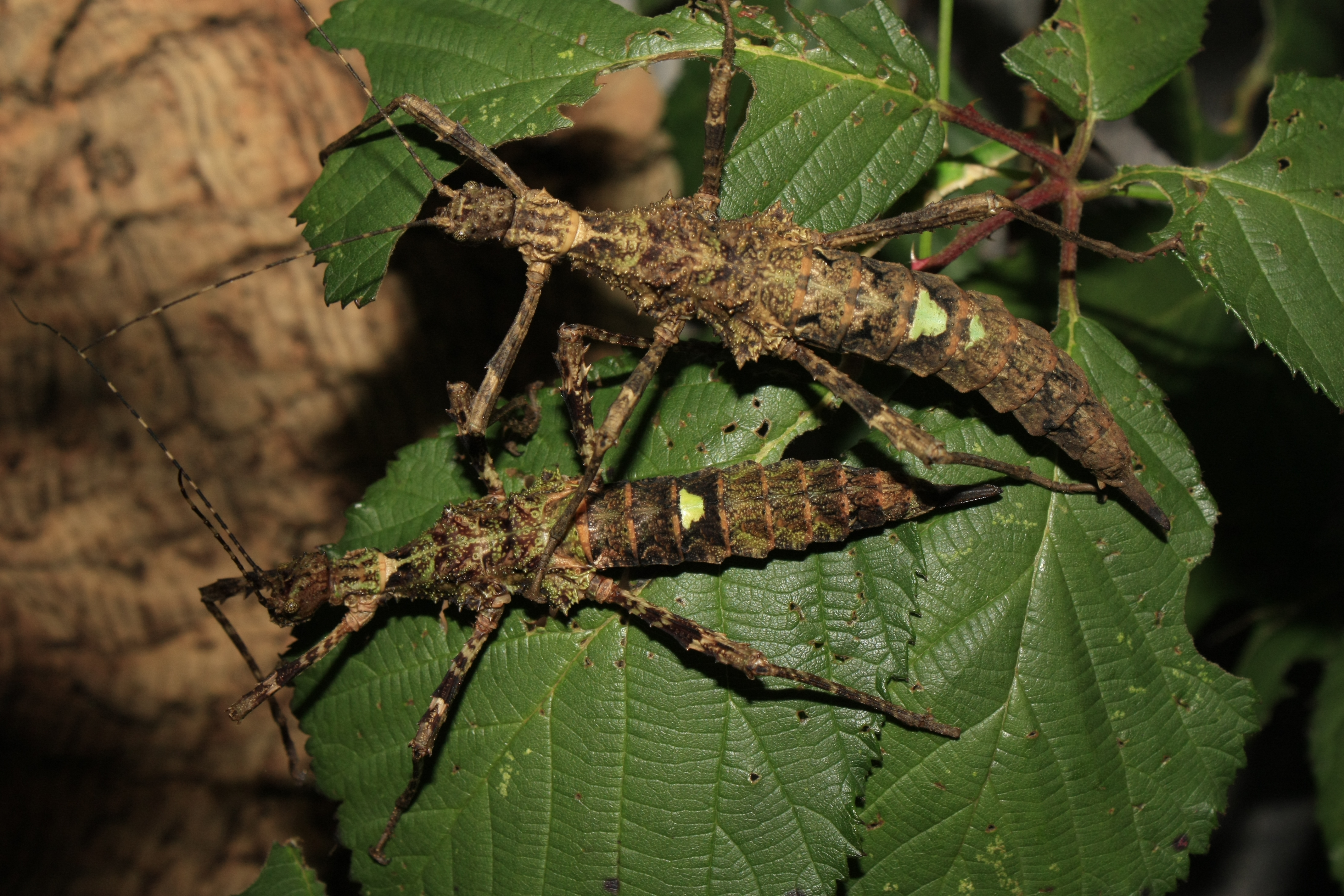
Weibchen mit einem und mit zwei Abdominalflecken
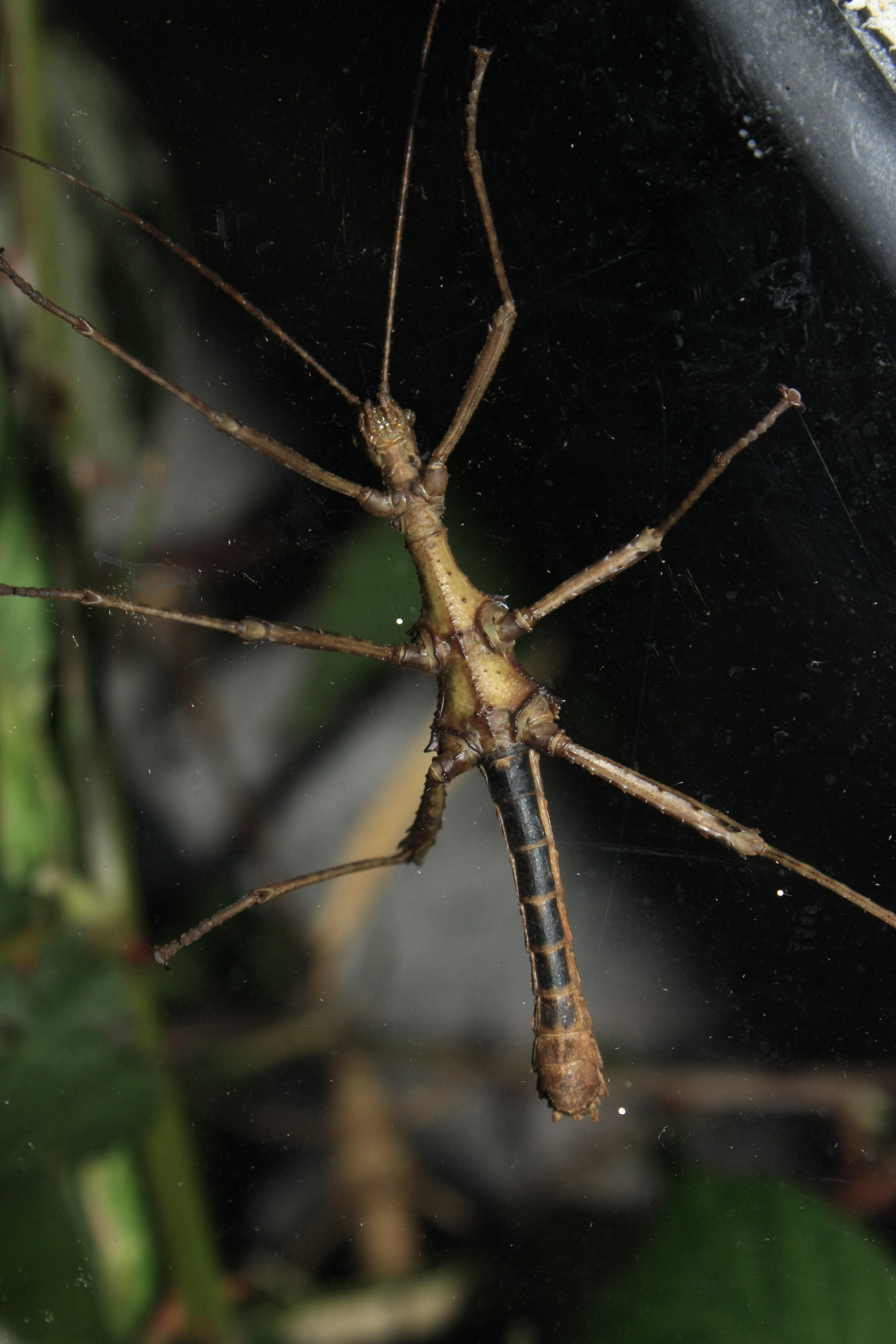
Unterseite eines Männchens mit den schwarzen Sterniten